# Aire d'attraction de Guéret
L'aire d'attraction de Guéret est un zonage d'étude défini par l'Insee pour caractériser l’influence de la commune de Guéret sur les communes environnantes. Publiée en octobre 2020, elle se substitue à l'aire urbaine de Guéret, qui comportait 32 communes dans le dernier zonage qui remontait à 2010.

## Définition
L'aire d'attraction d'une ville est composée d’un pôle, défini à partir de critères de population et d’emploi ainsi que d’une couronne constituée des communes dont au moins 15 % des actifs travaillent dans le pôle. Le pôle d’attraction constitue ainsi un point de convergence des déplacements domicile-travail,.

## Type et composition
L’aire d'attraction de Guéret est une aire intra-départementale qui comporte 71 communes dans la Creuse.
Elle est catégorisée dans les aires de moins de 50 000 habitants, une catégorie qui regroupe 16,5 % de la population de Nouvelle-Aquitaine et 12,2 % au niveau national.

### Carte

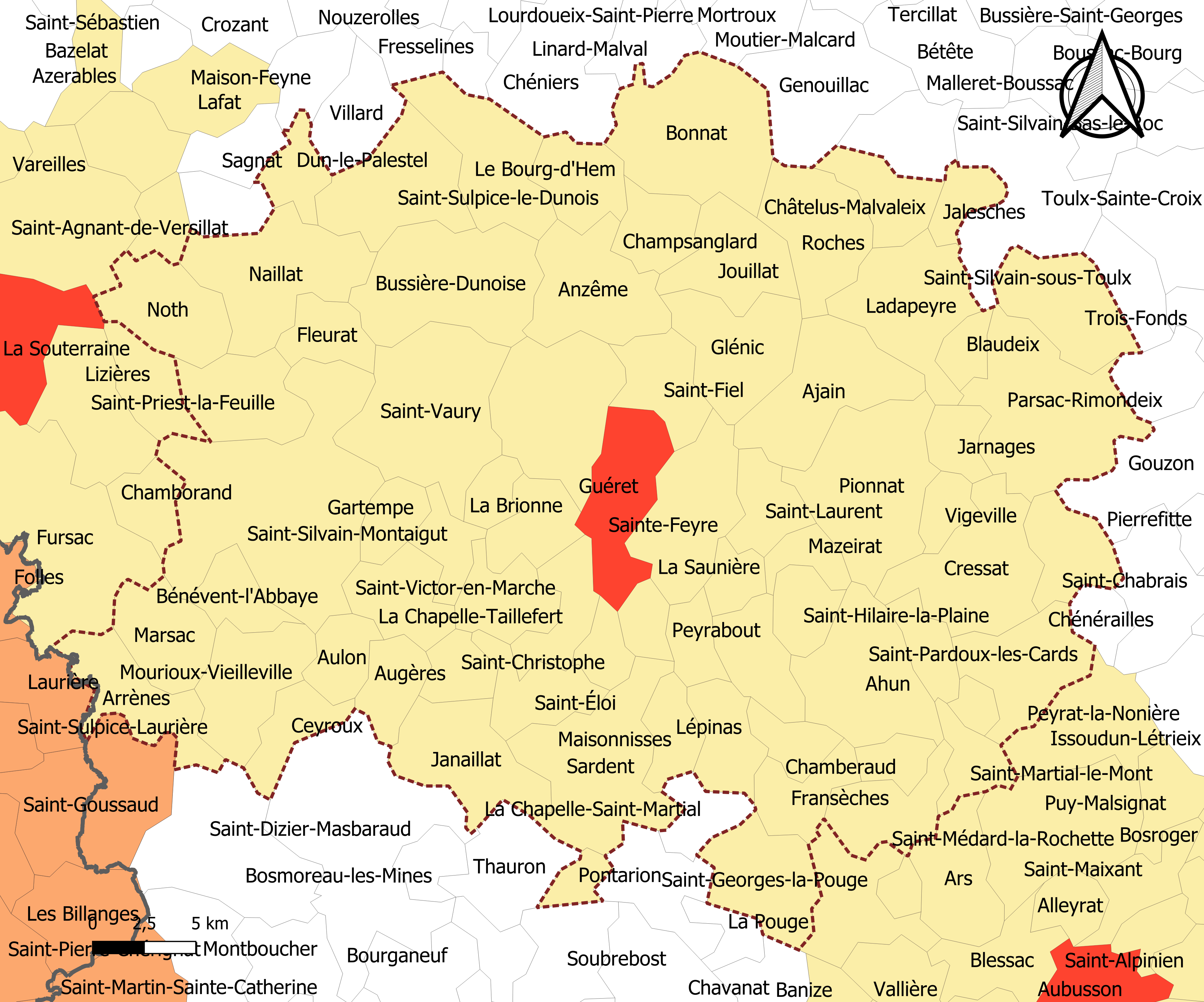
Carte de l'aire d'attraction de Guéret.
Commune-centre
Commune de la couronne

### Composition communale
| Catégorie               | Département | Communes | Communes |
| Catégorie               | Département | Nombre   | Libellé |
| ----------------------- | ----------- | -------- | --- |
| Commune-centre          | Creuse      | 1        | Guéret. |
| Communes de la couronne | Creuse      | 71       | Ahun, Ajain, Anzême, Arrènes, Augères, Aulon, Azat-Châtenet, Bénévent-l'Abbaye, Bonnat, Le Bourg-d'Hem, La Brionne, Bussière-Dunoise, La Celle-Dunoise, Ceyroux, Chamberaud, Champsanglard, La Chapelle-Taillefert, Châtelus-Malvaleix, Cressat, Domeyrot, Le Donzeil, Dun-le-Palestel, Fleurat, Fransèches, Gartempe, Glénic, Le Grand-Bourg, Jalesches, Janaillat, Jarnages, Jouillat, Ladapeyre, Lavaveix-les-Mines, Lépinas, Maisonnisses, Marsac, Mazeirat, Montaigut-le-Blanc, Mourioux-Vieilleville, Moutier-d'Ahun, Naillat, Noth, Parsac, Peyrabout, Pionnat, Pontarion, Roches, Sardent, La Saunière, Savennes, Sous-Parsat, Saint-Christophe, Saint-Dizier-la-Tour, Saint-Éloi, Sainte-Feyre, Saint-Fiel, Saint-Georges-la-Pouge, Saint-Hilaire-la-Plaine, Saint-Laurent, Saint-Léger-le-Guérétois, Saint-Martial-le-Mont, Saint-Pardoux-les-Cards, Saint-Priest-la-Plaine, Saint-Silvain-Montaigut, Saint-Sulpice-le-Dunois, Saint-Sulpice-le-Guérétois, Saint-Vaury, Saint-Victor-en-Marche, Saint-Yrieix-les-Bois, Vigeville. |